# Macrocybe spectabilis
Macrocybe spectabilis är en svampart som först beskrevs av Peerally & Sutra, och fick sitt nu gällande namn av Pegler & Lodge 1998. Macrocybe spectabilis ingår i släktet Macrocybe och familjen Tricholomataceae.   Inga underarter finns listade i Catalogue of Life.